# SpVgg Bayreuth
Die Spielvereinigung Oberfranken Bayreuth von 1921 e. V., allgemein bekannt als SpVgg Bayreuth, ist ein Fußballverein aus Bayreuth. Im örtlichen Sprachgebrauch wird der Verein als „Oldschdod“ (Altstadt) bezeichnet.
Die Fußballabteilung ist seit 2013 in die Spielvereinigung Oberfranken Bayreuth 1921 Spielbetriebs GmbH ausgegliedert. Der eingetragene Verein ist Alleingesellschafter der GmbH.

## Vorgeschichte
Bald nach 1900 trat der Fußball auch in Bayreuth seinen Siegeszug an. In den Jahren vor dem Ersten Weltkrieg galt er noch als „ausgesprochen ordinärer“ Sport. Das Bayreuther Tagblatt klagte im Juni 1921, die auf den Straßen mit aus Lumpen gefertigten Bällen spielende Jugend nähme weder auf Passanten noch auf Fenster Rücksicht. Erst in den 1920er Jahren kam der Durchbruch, als sich der 1. Fußball-Club vom Turnverein löste. Turnverein und 1. FC galten damals als „bürgerlich“, der 1921 gegründete Tuspo war ein „Arbeiterverein“.

## Geschichte

### 1921–1933
Am 23. Juli 1921 verselbständigten sich 20 Mann der Fußballabteilung des Hammerstätter TSV Bayreuth („Tuspo“) als Turn- und Sportverein Altstadt. Ihren ersten Ball „schnorrte“ sich die neue Mannschaft mühsam zusammen, eine einheitliche Sportkleidung blieb lange ein Wunschtraum. Bald erhielt der neue Verein Verstärkung durch den ebenfalls Altstädter Straßen-Club FC Stern. Gekickt wurde am Eicheläcker, dem Gelände des heutigen Altstadtbads. Durch die endgültige Trennung vom Tuspo entstand daraus 1925 die Freie Spielvereinigung Bayreuth-Altstadt. Im Herbst jenes Jahres pachtete sie einen Kartoffelacker an der Jakobstraße, der zum Grundstein der späteren „Fußballfestung“ Jakobshöhe wurde. Zudem schloss sich der Verein dem Arbeiter-Turn- und Sportbund (ATSB) an. Im Zuge des Verbots dieses Dachverbands nach der „Machtergreifung“ durch die Nationalsozialisten wurde der Verein 1933 aufgelöst. Sportliche Kontinuität konnte durch die Gründung eines neuen Vereins mit dem Namen Fußball-Sportverein (FSV) gewahrt werden.

### 1945–1990

Logo 1959 bis 1990

Seine Traditionslinie nahm nach Ende des Zweiten Weltkriegs die SpVgg Bayreuth von 1921 e. V. wieder auf, die auch den Beinamen „Oldschdod“ (im örtlichen Dialekt für „Altstadt“) im Volksmund weiter führt. Mit der Wiedergründung am 3. November 1945 dank einer Lizenz des US-Gouverneurs begann der Aufstieg des Vereins zum sportlichen Flaggschiff der Stadt.
Auf dem rund 12.000 Quadratmeter großen Gelände an der Jakobstraße, das der örtlichen Brauerei Glenk und zum Teil einem Landwirt gehörte, wurde bis in die 1980er Jahre viel Aufbauarbeit geleistet. Die Sportler halfen, Umkleideräume zu bauen, und legten beim Bau der Tribüne Hand an. Vor dem entscheidenden Spiel gegen den TSV Schwaben Augsburg wurden 1959 die Stehränge erweitert, um Platz für die mehr als 9000 Zuschauer zu schaffen. 1975 errichtete die Brauerei für 1 Million DM das Vereinsheim, das den späteren Abriss des Stadions überdauerte.
Als erster sportlicher Erfolg ist der Aufstieg in die 2. Liga Süd 1959 zu verzeichnen, in der die Mannschaft drei Jahre lang spielte. Im Jahr 1969 gelang erneut der Sprung in die Zweitklassigkeit (damals die Regionalliga Süd), und nach direktem Ab- und Wiederaufstieg begannen 1971 die erfolgreichsten Jahre der SpVgg. Höhepunkt war der zweite Platz in der 2. Bundesliga Süd 1979, der zur Teilnahme an den Aufstiegsspielen zur Bundesliga berechtigte. Hier scheiterte man mit 1:1 und 1:2 an Bayer 05 Uerdingen.
Als weiterer Höhepunkt in der Vereinsgeschichte bleibt der 12. Januar 1980 in Erinnerung, als im DFB-Pokal ein 1:0-Sieg über den FC Bayern München gelang, der am Ende jener Saison die deutsche Meisterschaft gewann. Erst im Viertelfinale (das auch bereits 1977 erreicht worden war) schied die Mannschaft gegen den FC Schalke 04 aus.
Nach dem ersten Jahr der eingleisigen Zweiten Bundesliga, 1981/82, musste die SpVgg als Tabellenletzter in die Bayernliga absteigen. Noch zweimal, 1985 und (nach sofortigem Wiederabstieg) 1987, konnte danach die Rückkehr in die Zweite Liga gefeiert werden. Von 1988 bis 1990 belegte man zwar dreimal in Folge einen Abstiegsplatz, durfte aber zweimal aufgrund der nicht erteilten Lizenzen für Rot-Weiß Oberhausen bzw. Kickers Offenbach in der Klasse bleiben, ehe es zum Abschied aus dem Profifußball kam.
Am 31. März 1990 kam es zu Zwischenfällen beim Spiel gegen Schalke 04, nachdem die Bayreuther zwei Minuten vor dem Abpfiff das Ausgleichstor erzielt hatten. Schalke-Fans, darunter zahlreiche aus der nahen DDR, überstiegen das Trenngitter zum Spielfeld und rissen das Tor in der Westkurve aus seiner Verankerung. Leuchtraketen und Feuerwerkskörper flogen, auch im Umfeld kam es zu tätlichen Angriffen der „Blau-Weißen“; in der Innenstadt wurden Passanten angepöbelt.

### 1990–2013
Seither stieg die SpVgg Bayreuth sogar zweimal in die fünftklassige Landesliga ab. Ab 2001 war man jedoch wieder Bayernligist. Als Tabellenerster gelang am Ende der Saison 2004/05 der Aufstieg in die Regionalliga Süd. Dort belegte der Verein den 10. Platz; allerdings verweigerte der DFB dem Klub aufgrund der schlechten Finanzlage die Lizenz für die Saison 2006/07. Präsident Heinz Wicklein wurde trotz seiner im Herbst 2006 getätigten Aussage, zurücktreten zu wollen, bei der Jahreshauptversammlung im März 2007 für zwei weitere Jahre im Amt bestätigt.
Immerhin gelang es der SpVgg, sich erstmals seit 15 Jahren wieder für die Teilnahme am DFB-Pokal zu qualifizieren. In der ersten Hauptrunde verloren die Bayreuther jedoch unter dem neuen Trainer Norbert Schlegel gegen den Zweitligisten Kickers Offenbach mit 0:2.
In der Saison 2007/08 gelang den Bayreuthern bereits drei Spieltage vor dem Ende der Serie die siebte bayerische Amateurmeisterschaft, wodurch sie mit dem FC Augsburg als Rekordmeister gleichzogen. Außerdem wurde dadurch die Qualifikation für die neue dreigleisige Regionalliga geschafft. Die Lizenz für die Regionalliga erhielten die Altstädter allerdings nicht, denn der Zulassungs-Beschwerdeausschuss des Deutschen Fußball-Bundes verweigerte am 11. Juni 2008 die dafür notwendige Lizenz, was das Schiedsgericht des DFB am 3. Juli 2008 bestätigte. Am Ende der Saison 2010/11 ist der Verein von der Bayernliga in die Landesliga Nord abgestiegen und spielte damit sechstklassig. 2011/12 gelang der SpVgg – begünstigt durch die Regionalligareform – als Vierter ihrer Klasse die Rückkehr in die fünftklassige, nunmehr allerdings zweigleisige Bayernliga.

### Ab 2013

Logo bis 2022

Am 8. Mai 2013 beschlossen die Mitglieder der SpVgg Bayreuth in einer Hauptversammlung die Ausgliederung der ersten Herrenmannschaft in die am 26. Juni 2013 gegründete Spielvereinigung Oberfranken Bayreuth von 1921 Spielbetriebs GmbH sowie die Erweiterung des Vereinsnamens um den bayerischen Regierungsbezirk Oberfranken auf Spielvereinigung Oberfranken Bayreuth von 1921 e. V. Von den anwesenden 116 Mitgliedern stimmten 104 dafür. Der Verein hielt nach der Ausgliederung 60 Prozent der Anteile an der Spielbetriebsgesellschaft. Die restlichen 40 Prozent teilten sich der Weismainer Bauunternehmer Alois Dechant und der Stahlrohrstuhlfabrikant Franz Stegner. Nach dem Tod von Franz Stegner hielt Erwin Stechert neben Alois Dechant 20 Prozent der Anteile an der Spielbetriebsgesellschaft, diese 20 Prozent wurden am 4. Mai 2021 an den e. V. abgetreten. Zum 13. Juli 2022 wurden auch die 20 Prozent, welche Alois Dechant hielt, an den Verein abgetreten. Der Spielvereinigung Oberfranken Bayreuth von 1921 e. V. hält aktuell 100 Prozent der Anteile an der Spielbetriebsgesellschaft.
Im Jahr 2014 stieg die Mannschaft in die Regionalliga Bayern auf und erreichte in der Saison 2014/15 auf Anhieb den 6. Platz. 2021 gelang die Rückkehr in den DFB-Pokal, wo man zuhause auf Arminia Bielefeld traf und mit 3:6 verlor.
Nach einer umkämpften Regionalliga-Saison 2021/22, in der sich die SpVgg Bayreuth und der FC Bayern München II lange einen Zweikampf um die Tabellenspitze lieferten, verloren die Münchener im vorletzten Spiel der Saison 2021/22 gegen Wacker Burghausen. Die SpVgg Bayreuth konnte somit rechnerisch nicht mehr vom ersten Platz verdrängt werden und stand bereits zwei Spieltage vor Saisonende als Meister der Regionalliga Bayern sowie als Aufsteiger in die eingleisige 3. Liga fest. Damit kehrt die SpVgg Bayreuth zur Saison 2022/23 nach 32 Jahren wieder zum Profifußball zurück.
Die ersten Punkte und den ersten Sieg der 3.-Liga-Saison 2022/23 – und somit in der im Jahre 2008 neugeschaffenen 3. Liga überhaupt – konnte die Oldschdod am 4. Spieltag im heimischen Hans-Walter-Wild-Stadion vor 2712 Zuschauern feiern. Den umjubelten Siegtreffer gegen den VfL Osnabrück erzielte Alexander Nollenberger in der 82. Spielminute durch einen flachen Linksschuss ins lange Torwarteck.
Zur neuen Saison kehrte man auch zum historischen Vereinswappen der 1950er und -60er Jahre zurück. Dieser Schritt erfolgte in enger Abstimmung mit der Fanszene und durchlief über Monate längere Planungsschritte.
Durch die Meisterschaft der Regionalliga Bayern 2021/22 qualifizierte sich die SpVgg Bayreuth für die Teilnahme am DFB-Pokal 2022/23. In der 1. Runde spielte man vor heimischer Kulisse und ausverkauftem Haus (14700 Zuschauer) gegen den HSV und verlor 1:3 nach Verlängerung. Die 1:0-Führung für die Oberfranken erzielte Luke Hemmerich bereits in der 16. Spielminute durch einen abgefälschten Freistoß, ehe Ransford Königsdorffer kurz vor Schluss für die Hanseaten ausglich. In der Verlängerung sorgten Sebastian Schonlau und erneut Königsdorffer für den 1:3-Endstand.
Erfolgstrainer Timo Rost verabschiedete sich nach dem Aufstieg Richtung Aue. Zur Saison 2022/23 übernahm Rost den Ligakonkurrenten FC Erzgebirge Aue, der zuvor aus der 2. Bundesliga abgestiegen war. An seiner Stelle wurde Thomas Kleine als neuer Cheftrainer verpflichtet, der zuvor schon als Co-Trainer bei der SpVgg Fürth und Fortuna Düsseldorf tätig war. 2023 stieg die SpVgg Bayreuth als Tabellenletzter wieder in die Regionalliga Bayern ab. Der Abstieg stand bereits zwei Spieltage vor Saisonende fest.

## Erfolge
| 2. Bundesliga Süd - Vizemeister: 1979 Regionalliga Bayern - Meister: 2022 Bayernliga - Meister: (6) 1969, 1971, 1985, 1987, 2005, 2008 - Vizemeister: 1995 Bayernliga Nord - Meister: (2) 1959, 2014 - Vizemeister: 1958 Landesliga Bayern Nord - Meister: (2) 1998, 2001 - Vizemeister: 2000 | DFB-Pokal - Viertelfinale: (2) 1976/77, 1979/80 Bayerischer Toto-Pokal - Finale: (2) 2006, 2018 Bayerischer Ligapokal - Sieger: 2021 Oberfränkischer Pokal - Sieger: (2) 2001, 2006 |

## Stadion

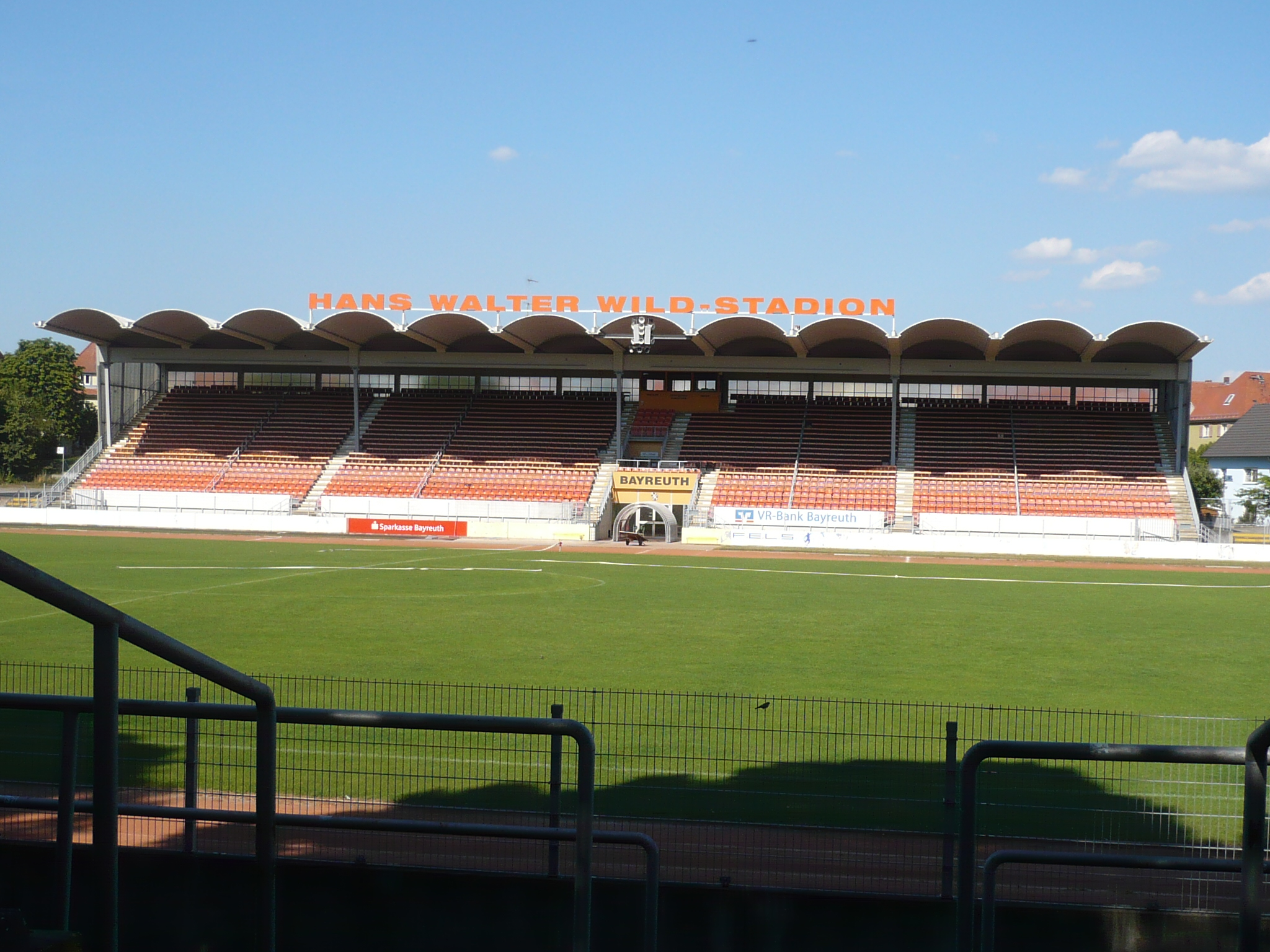
Haupttribüne des städtischen Hans-Walter-Wild-Stadions (2012)

Die Heimspiele der SpVgg Oberfranken Bayreuth werden überwiegend im Bayreuther Hans-Walter-Wild-Stadion ausgetragen. Das Stadion trägt seinen Namen seit 2002, es wurde nach dem langjährigen Bayreuther Oberbürgermeister Hans Walter Wild (Amtszeit von 1958 bis 1988) benannt, der als ein großer Förderer des Sports am Stadionbau wesentlich beteiligt war. Zu Gunsten der neuen Sportstätte aufgegeben und inzwischen abgerissen wurde das vereinseigene Stadion Jakobshöhe, das als reines Fußballstadion 10.000 Besuchern Platz bot. Am 20. April 1974 wurde letztmals ein Spiel in der Jakobshöhe ausgetragen; bei diesem letzten Heimspiel der Saison vor dem Aufstieg in die Zweite Bundesliga besiegte die SpVgg den SV Waldhof Mannheim mit 3:1 Toren. Im September 2024 wurde der Kabinentrakt an der Jakobshöhe abgebrochen, da eine weitere Nutzung des 1000 m² großen Areals durch die SpVgg nicht mehr vorgesehen ist. Erhalten bleiben sollen das ehemalige Sportheim und das gusseiserne Tor mit dem Schriftzug SPIELVEREINIGUNG.
Baubeginn für das städtische Hans-Walter-Wild-Stadion war 1967, am 23. Mai 1974 wurde mit einem Freundschaftsspiel der SpVgg gegen Kickers Offenbach die Haupttribüne eingeweiht. Es handelt sich um ein Mehrzweckstadion mit Leichtathletikanlagen, welches neben der zentralen Sitztribüne ein weites Rund mit Stehrängen bietet und eine Gesamtkapazität von 21.500 Plätzen aufweist.
Im Jahr 2017 erfolgte die Sanierung sämtlicher Leichtathletik-Anlagen. Der Einbau einer Flutlicht-Anlage und die Überdachung der Gegengerade wurden diskutiert. Anfang 2019 wurde die Gegengerade schließlich umgebaut und im März 2019 eingeweiht. Im Februar 2022 wurde bekannt, dass die Stadt Bayreuth 1,5 Millionen Euro für den Einbau einer Flutlicht-Anlage zur Verfügung stellt, um den weiteren Spielbetrieb bei einem möglichen Aufstieg in die 3. Liga zu gewährleisten. Seit Oktober 2022 verfügt das Hans-Walter-Wild-Stadion über eine vollfunktionsfähige Flutlicht-Anlage - bestehend aus vier Masten und mit einer durchschnittlichen Leistung von 1.000 Lux. Des Weiteren wurden im Rahmen der Umbauarbeiten ebenso die Sitzschalen der Haupttribüne erneuert, eine Videoüberwachungsanlage eingerichtet und Sicherheitsbeleuchtung auf der Haupttribüne sowie auf der Gegengerade eingerichtet. Bisher war das Stadion viermal ausverkauft: 1979 beim Bundesliga-Aufstiegsspiel gegen Bayer 05 Uerdingen, 1980 beim erwähnten Pokalspiel gegen den FC Bayern München, 1987 bei der Bayernligapartie gegen den TSV 1860 München und in der 1. Runde beim DFB-Pokal-Spiel (DFB-Pokal 2022/23) gegen den HSV.

## Spieler und Trainer

### Kader Saison 2024/25
- Stand: 3. April 2025[29]

| Nr.          | Nat.        | Spieler             | Geburtsdatum       | bei der SpVgg seit |
| Tor          | Tor         | Tor                 | Tor                | Tor                |
| ------------ | ----------- | ------------------- | ------------------ | ------------------ |
| 01           | Deutschland | Lucas Zahaczewski   | 17. September 2000 | 2020               |
| 31           | Deutschland | Lukas Peterson      | 7. Oktober 2003    | 2024               |
| 37           | Deutschland | Nils Lauckner       | 4. August 2005     | 2024               |
|              | Deutschland | Luca Dressel        | 14. Januar 2002    |                    |
| Verteidigung |             |                     |                    |                    |
| 02           | Deutschland | Jonas Kehl          | 26. Februar 2001   | 2023               |
| 03           | Deutschland | Dennis Lippert      | 20. Februar 1996   | 2024               |
| 13           | Deutschland | Leo Eberle          | 14. August 2005    | 2024               |
| 21           | Deutschland | Tobias Weber        | 24. Juni 1995      | 2016               |
| 23           | Deutschland | Oliver Schubert     | 24. Februar 2005   | 2024               |
| Mittelfeld   |             |                     |                    |                    |
| 05           | Deutschland | Edwin Schwarz       | 13. September 1994 | 2018               |
| 08           | Deutschland | Patrick Scheder     | 13. Juli 2002      | 2023               |
| 11           | Deutschland | Marco Stefandl      | 10. Februar 1998   | 2023               |
| 16           | Deutschland | Marco Zietsch       | 29. September 2000 | 2023               |
| 17           | Deutschland | Yannick Frey        | 8. August 2001     | 2024               |
| 25           | Kosovo      | Eroll Zejnullahu    | 19. Oktober 1994   | 2024               |
| 26           | Turkei      | Deniz Koç           | 14. Oktober 2004   | 2025               |
| 27           | Deutschland | Marcel Götz         | 21. Dezember 1996  | 2024               |
| 30           | Schweiz     | Nicolas Andermatt   | 6. November 1995   | 2024               |
| Sturm        |             |                     |                    |                    |
| 07           | Deutschland | Felix Heim          | 21. September 2001 | 2024               |
| 09           | Deutschland | Christoph Fenninger | 12. Mai 1995       | 2022               |
| 10           | Deutschland | Jann George         | 31. Juli 1992      | 2022               |
| 24           | Deutschland | Levi Kraus          | 4. Oktober 2004    | 2025               |
| 29           | Deutschland | Jannik Graf         | 29. November 2004  | 2024               |
| 44           | Deutschland | Jermain Nischalke   | 26. März 2003      | 2025               |

### Ehemalige Spieler
- Wolfgang April
- Wolfgang „Bobby“ Breuer
- Jörg Dittwar
- Martin Driller
- Armin Eck
- Markus Fuchs
- Thomas Gebauer
- Michael Glowatzky
- Manfred Größler, mit 190 Treffern in sechs Spielzeiten zwischen 1963 und 1969 unangefochtener Torschützenkönig[5]
- Rudolf „Rudi“ Hannakampf
- Herbert Heidenreich
- Gerald Hillringhaus
- Michael Hofmann
- Norbert Hofmann
- Jan Jałocha
- Udo Konradi
- Walter Laubinger
- Wolfgang Mahr
- Alberto Méndez
- Rüdiger Scheler
- Heinz Schneider
- Uwe Schreml
- Fritz Semmelmann
- Peter Sichmann
- Uwe Sommerer
- Josef Staudner
- Dominik Stolz
- Michael Tönnies
- Frank Türr
- Armin Veh
- Ingo Walther
- Karl-Heinz „Charly“ Wohland
- Jörg Wolff
- Johann „Jumbo“ Zeitler

### Trainer
- Erich Beer
- Armin Eck
- Heinz Elzner
- Lothar Emmerich
- Gebelein
- Gröger
- Hahn
- Gerhard Happ (1974–1977)
- Thomas Kleine (2022–2023)
- Uwe Kliemann
- Hans Krostina (1991–1992)
- Gino Lettieri
- Wolfgang Mahr
- Siegfried Melzig
- Marek Mintál (2023–2024)
- Timo Rost (2018–2022)
- Anton Rudinsky
- Manfred Schlebusch
- Norbert Schlegel
- Jenő Vincze (1971–1974)
- Ingo Walther

## Fans
Die SpVgg Bayreuth besitzt eine Fanszene. Derzeit existieren drei Fanclubs: Die Treuen, Altstadt Kult und Szene 1921. Die Bayreuther Fans gelten als kreativ und einfallsreich. So versteigerten sich die Fans aufgrund der drohenden Insolvenz der SpVgg Bayreuth Ende 2008 selbst im Internet und veranstalteten ein „Geisterspiel“. Die ausgeprägteste Rivalität gibt es mit den Anhängern der SpVgg Bayern Hof, darüber hinaus pflegen einzelne Anhänger Fan-Freundschaften mit Fans  von Tennis Borussia Berlin und der SpVgg Greuther Fürth.

## Trivia
Zu einer kuriosen Situation kam es am 19. August 1972 vor einem Heimspiel gegen den 1. FC Nürnberg. Wie üblich klopfte der Nürnberger Torwart Paul Hesselbach vor dem Aufwärmen mit seinen Stollen beherzt rückwärts an den Torpfosten, worauf der morsche Pfosten brach und das Tor kippte. Ein rascher Test des gegenüberliegenden Tors ließ auch dort Schlimmes erahnen und erforderte rasches Handeln. Der Bayreuther Vereinsarzt bat die örtliche Dienststelle des Bundesgrenzschutzes, zwei dort lagernde Holztore zur Verfügung zu stellen. Sie wurden mit Blaulicht zur Jakobshöhe gebracht und an der Stelle der alten aufgerichtet; mit einer Verspätung von nur 20 Minuten konnte das Spiel angepfiffen werden.